# غروفر جيبسون
غروفر جيبسون (بالإنجليزية: Grover Gibson)‏ (18 نوفمبر 1978 بفيرفاكس في الولايات المتحدة - ) هو لاعب كرة قدم أمريكي في مركز الدفاع. لعب مع روت فايس آهلن وماينتس 05 ونادي آوغسبورغ ونادي شتوتغارت ويان ريغينسبورغ وفي إف بي شتوتغارت الثاني ونادي بروسيا مونستر وKickers Emden ‏ ونادي إلفرسبيرغ.

## وصلات خارجية
- غروفر جيبسون على موقع قاعدة بيانات كرة القدم.إي يو (الإنجليزية)